# Lepidosireniformes
Lepidosireniformes là danh pháp khoa học của một bộ cá phổi, bao gồm hai họ là Lepidosirenidae (1 loài cá phổi Nam Mỹ, Lepidosiren paradoxa) và Protopteridae (4 loài cá phổi châu Phi).